# Alberese
Alberese est une frazione située sur la commune de Grosseto, en Toscane, Italie.

## Géographie
Le village est situé à 20 km de le centre de la ville de Grosseto. Alberese est connue pour l'accès au Parc naturel de la Maremme et pour ses butteri, où cette tradition en voie de disparition perdure.

## Monuments
- La Villa Granducale, résidence des grands-ducs de Toscane construite au XVIIIe siècle sur un bâtiment datant du XVe siècle. Elle est située dans une position panoramique sur une colline surplombant le village.
- L'église Sant'Antonio, chapelle de la villa.
- L'église Santa Maria, sur la place principale (1936).
- L'abbaye Saint-Raban (XIe siècle), dans le Parc Naturel de la Maremme.
- Les tours côtières du Parc Naturel de la Maremme : la Tour de Castel Marino, la Tour de Collelungo, la Tour de Uccellina.
- Les zones archéologiques de Scoglietto et Bocca d'Ombrone, avec leurs ruines romaines.